# 第五代蘭斯當侯爵亨利·佩蒂-菲茨莫里斯
第五代蘭斯當侯爵亨利·查尔斯·基思·佩蒂-菲茨莫里斯（英語：Henry Charles Keith Petty-Fitzmaurice, 5th Marquess of Lansdowne，1845年1月14日—1927年6月3日），是英国的政治家，曾担任加拿大總督、印度总督，外交大臣、陸軍大臣。1890年3月17日，与驻藏大臣升泰在加尔各答签订《中英会议藏印条约》。
1902年1月30日代表英國與日本駐英公使林董簽訂英日同盟。